# کایلا کول
کایلا کول (انگلیسی: Kyla Cole؛ زاده ۱۰ نوامبر ۱۹۷۸) که با نام مارتینا یاتسووا زاده شد، مانکن گلامور است. 